# Murderous Maths
Murderous Maths  (Zabójcza matma) – brytyjska seria książek popularnonaukowych wydawana w Polsce w ramach serii Monstrrrualna erudycja. Tematyką serii jest ogólnie pojęta matematyka. Autorem jest Kjartan Poskitt,  a ilustratorem Philip Reeve. Typowym dla tej serii elementem są postacie i historyjki: m.in.  Matemagik, kosmici z planety Zog, zły profesor Okrutnik, barbarzyńcy, gangi i historie miłosne.

## Tomy

### Wydane w Polsce
1. Czy masz szczęście? - tajemnice prawdopodobieństwa
2. Sudoku - 100 CYFROWYCH ŁAMIGŁÓWEK
3. Ta zabójcza matma

### Niewydane w Polsce
1. More Murderous Maths (uzupełnienie "Ta zabójcza matma")
2. The Essential Arithmetricks: How to + - × ÷, or Awesome Arithmetic (arytmetyka)
3. The Mean & Vulgar Bits: Fractions and Averages (średnia arytmetyczna)
4. Desperate Measures: Length, Area and Volume (Miary i skale)
5. Vicious Circles and Other Savage Shapes (geometria)
6. Numbers: The Key To The Universe (liczby)
7. The Phantom X: Algebra (algebra)
8. The Fiendish Angletron: Trigonomogeometry (kąty i trygonometria)
9. The Perfect Sausage and other Fundamental Formulas (liczby doskonałe)
10. Codes: How to Make Them and Break Them (kody)

#### Książki Quizowe
1. Professor Fiendish's Book of Diabolical Brain-benders
2. Professor Fiendish's Book of Brain-benders (uzupełnienie "Professor Fiendish's Book of Diabolical Brain-benders")
3. Kakuro and Other Fiendish Number Puzzles (kakuro)